# کوامه ادجمن-پامبو
کوامه ادجمن-پامبو (انگلیسی: Kwame Adjeman-Pamboe؛ زادهٔ ۲۴ اکتبر ۱۹۸۷) بازیکن فوتبال اهل بریتانیا است.
از باشگاه‌هایی که در آن بازی کرده‌است می‌توان به باشگاه فوتبال بارنت اشاره کرد.